# تیم فوتسال پالایش نفت آبادان
تیم فوتسال بانوان باشگاه فرهنگی ورزشی پالایش نفت آبادان که در فصل گذشته مقام قهرمانی سوپر لیگ و چند عنوان برتر را کسب کرده بود از سوی سایت معتبر فوتسال پلنت در لیست ۱۰ گزینه بهترین تیم فوتسال بانوان جهان سال ۲۰۲۳ قرار گرفت. خبری کوتاه با ابعادی جهانی که نگاه‌ها را بار دیگر به‌سوی این تیم مقام‌آور جلب کرد و بیشتر نام سرمربی خوزستانی آن را بر سر زبان‌ها انداخت.
«پالایش نفت آبادان به‌عنوان برترین تیم، بهترین باشگاه و بازیکن هم حائز جایگاه برتر شد» اما او این جمله را هرجا مجالی باشد تکرار می‌کند. پرطنین‌ترینش در مراسمی بود که نامش را به‌عنوان بهترین مربی فوتسال کشور در نیم‌فصل گذشته اعلام کردند.